# Lista de bandeiras da Jamaica
Está é a lista de bandeiras da Jamaica.

## Nacionais
| Bandeira | Data  | Uso              | Descrição                                                                                                |
| -------- | ----- | ---------------- | --- |
|          | 1962– | Bandeira oficial | Um sautor dourado dividindo quatro triângulos verdes (superior e inferior) e pretos (esquerda e direta). |

## Governador-geral
| Bandeira | Data  | Uso                                     | Descrição                                                                      |
| -------- | ----- | --------------------------------------- | ------------------------------------------------------------------------------ |
|          | 1962– | Bandeira do Governador-geral da Jamaica | Um leão em pé sobre uma coroa em um campo azul, com "Jamaica" escrito embaixo. |

## Primeiro-ministro
| Bandeira | Data  | Uso                         | Descrição |
| -------- | ----- | --------------------------- | --- |
|          | 1962– | Padrão do primeiro-ministro | Uma bandeira azul com o distintivo do Primeiro-Ministro ao centro e a letra PM à direita e à esquerda, e rodeada por uma margem branca. |

## Militares
| Bandeira | Data  | Uso                                    | Descrição                                                                          |
| -------- | ----- | -------------------------------------- | ---------------------------------------------------------------------------------- |
|          | 1962– | Bandeira da Força de Defesa da Jamaica | Uma bandeira azul escura com o distintivo da Força de Defesa da Jamaica no centro. |
|          | 1962– | Bandeira da Marinha                    | Uma bandeira branca com a bandeira da Jamaica no cantão.                           |
|          | 1962– | Bandeira da Asa Aérea                  | Uma bandeira azul clara com a bandeira da Jamaica no cantão.                       |

## Históricas
| Bandeira | Data                                          | Uso                                  | Descrição |
| -------- | --------------------------------------------- | ------------------------------------ | --- |
|          | 13 de outubro de 1510 – 23 de janeiro de 1516 | Bandeira colonial da Jamaica         | O Estandarte Real de Armas da Coroa de Castela foi usado pela primeira vez em 1494, durante a descoberta da ilha por Cristóvão Colombo, depois foi oficialmente usado pela colônia em 1510. |
|          | 23 de janeiro de 1516 – 9 de abril de 1655    | Bandeira colonial da Jamaica         | A Cruz da Borgonha foi usada durante a colonização espanhola. |
|          | 10 de abril de 1655 – 30 de dezembro de 1800  | Bandeira colonial da Jamaica         | A versão de 1606 da Union Flag foi usada até 1º de janeiro de 1801. |
|          | 1 de janeiro de 1801 – 24 de agosto de 1875   | Bandeira colonial da Jamaica         | A bandeira da Union Jack, usada até 1875. |
|          | 25 de agosto de 1875 – 31 de maio de 1906     | Bandeira colonial da Jamaica         | Uma bandeira azul britânica no cantão com o brasão de armas da Jamaica dentro de um círculo branco.                                                                                         |
|          | 1 de junho de 1906 – 8 de abril de 1957       | Bandeira colonial da Jamaica         | Uma bandeira azul britânica no cantão com o brasão de armas da Jamaica dentro de um círculo branco.                                                                                         |
|          | 8 de abril de 1957 – 13 de julho de 1962      | Bandeira colonial da Jamaica         | Uma bandeira azul britânica no cantão com o brasão de armas da Jamaica dentro de um círculo branco.                                                                                         |
|          | 13 de julho de 1962 – 6 de agosto de 1962     | Bandeira colonial da Jamaica         | Uma bandeira azul britânica no cantão com o brasão de armas da Jamaica dentro de um círculo branco.                                                                                         |
|          | 1875–1906                                     | Bandeira do Governador da Jamaica    | Uma bandeira da Union Jack no cantão com o brasão de armas da Jamaica colonial no centro.                                                                                                   |
|          | 1906–1957                                     | Bandeira do Governador da Jamaica    | Uma bandeira da Union Jack no cantão com o brasão de armas da Jamaica colonial no centro.                                                                                                   |
|          | 1957–1962                                     | Bandeira do Governador da Jamaica    | Uma bandeira da Union Jack no cantão com o brasão de armas da Jamaica colonial no centro.                                                                                                   |
|          | 1962                                          | Bandeira do Governador da Jamaica    | Uma bandeira da Union Jack no cantão com o brasão de armas da Jamaica colonial no centro.                                                                                                   |
|          | 1966–2022                                     | Bandeira pessoal da Rainha Isabel II | Uma cruz vermelha em um campo branco, um abacaxi amarelo está em cada cruz, com o monograma pessoal da Rainha imposto no centro.                                                            |